# 伊丹市立緑丘小学校
伊丹市立緑丘小学校（いたみしりつ みどりがおかしょうがっこう）は、兵庫県伊丹市高台2丁目にある公立小学校。

## 沿革
- 1955年（昭和30年）
  - 1月 - 2階建てスレート葺2棟普通教室12室竣工。
  - 4月1日 - 伊丹市立緑丘小学校創立開校。
- 1956年（昭和31年）4月 - 給食室竣工（木造平屋建て）。
- 1957年（昭和32年）1月 - 第2期増築木造2階建て4教室竣工。
- 1958年（昭和33年）3月 - 第3期増築木造2階建て普通教室2室・特別教室・理科室及び準備室竣工。
- 1963年（昭和38年）7月 - プール新設完工（25m×7コース）。
- 1964年（昭和39年）8月 - 第1期防音改築、鉄筋コンクリート建て普通教室6室、職員室、校長室、保健室竣工。
- 1965年（昭和40年）11月 - 創立10周年記念式典挙行。
- 1971年（昭和46年）4月 - 第1期防音改築鉄筋コンクリート建て普通教室、特別教室、理科室、家庭科室、図工室、音楽室竣工
- 1972年（昭和47年）
  - 3月 - 第2期防音改築鉄筋コンクリート建て普通教室16室竣工。
  - 9月 - 旧館防音改築工事竣工。
- 1974年（昭和49年）
  - 3月 - 防音除湿工事（冷暖房設備竣工）。
  - 4月 - 第1期校舎増築本館特別教室3室、理科室、工作室、図工室及び普通教室6室竣工。
- 1975年（昭和50年）11月 - 創立20周年記念式典挙行。
- 1976年（昭和51年）4月 - 病院内学級みどり学級開設。
- 1984年（昭和59年）4月 - 病院内学級みどり学級を稲野小学校に移管。
- 1985年（昭和60年）
  - 1月 - 講堂兼体育館改築工事竣工
  - 6月 - 創立30周年記念式典挙行。
- 1989年（平成元年）3月 - 放送室改築工事竣工
- 1990年（平成2年）3月 - 集中下足室新築工事及び管理棟改築工事竣工（多目的ホール・保健室・校長室・職員室・事務室・印刷室・正面玄関・渡廊下）。
- 1991年（平成3年）6月 - プール改修工事竣工。
- 1994年（平成6年）11月 - 空調設備機能回復工事完成。
- 1995年（平成7年）1月 - 17日5時46分頃に発生した兵庫県南部地震（阪神・淡路大震災）により、体育館・多目的室が避難所になる。
- 1999年（平成11年）8月 - 自転車置場設置と屋上防水の両工事実施。
- 2001年（平成13年）
  - 9月 - 県警ホットライン導入完了。
  - 10月 - コンピュータ導入完了。
- 2002年（平成14年）8月 - 「スポーツクラブ21」設立総会開催。
- 2003年（平成15年）
  - 6月 - 渡り廊下屋上防水工事実施。
  - 11月 - 中庭花壇設置。
- 2004年（平成16年）8月 - 校門オートロック工事実施。
- 2005年（平成17年）
  - 3月 - 防犯カメラ設置。
  - 11月 - 創立50周年記念式典挙行。緑丘小学校PTAより校旗を寄贈される
- 2007年（平成19年）12月 - コンピュータシステム更新（パソコンルーム・職員室）。
- 2009年（平成21年）4月 - 耐震補強工事および大規模改修工事開始。
- 2010年（平成22年）3月 - 耐震補強工事および大規模改修工事終了。
- 2020年（令和2年）8月 - 中庭整備工事（PTA・自治協議会）。
- 2021年（令和3年）3月 - GIGAスクール構想により、1人1台タブレット導入。

## 通学区域
- 大鹿、春日丘、北伊丹、北河原3丁目3番、4番、6丁目、北園、北本町3丁目200番地～241番地、下河原、高台[1]

※卒業後は基本的に伊丹市立東中学校に進学する。

## 著名な出身者
- 堀込奈央（バレーボール選手：ヴィクトリーナ姫路）

## 通学区域が隣接している学校
- 県内
  - 伊丹市立神津小学校
  - 伊丹市立伊丹小学校
  - 伊丹市立稲野小学校
  - 伊丹市立瑞穂小学校
  - 川西市立久代小学校
- 大阪府
  - 池田市立神田小学校
  - 池田市立北豊島小学校